# SMSS J031300.36-670839.3
SMSS J031300.36-670839.3 este o stea aflată la o distanță aproximativă de 6000 ani lumină față de Pământ. S-a format acum 13,7 miliarde de ani, fiind considerată una dintre cele mai vechi stele cunoscute. Steaua a fost identificată de o echipă condusă de astronomii de la 
Australian National University⁠(d) (ANU), folosind telescopul SkyMapper⁠(d) de la Observatorul Siding Spring, Australia. Este o gigantă roșie din clasa K. Descoperirea a fost raportată în Nature pe 9 februarie 2014.